# Leucopis manii
Leucopis manii är en tvåvingeart som beskrevs av Tanasijtshuk 1968. Leucopis manii ingår i släktet Leucopis och familjen markflugor. Inga underarter finns listade i Catalogue of Life.